# Скорбященская, Ольга Адольфовна
Ольга Адольфовна Скорбященская — российский музыкальный критик и пианистка.
Родилась 25 апреля 1962 года в Днепропетровске (Украинская ССР). Окончила Ленинградскую консерваторию (1987). Доктор искусствоведения, профессор Санкт-Петербургской консерватории. 
Специалист по проблемам исполнения фортепианной академической музыки, особенно по вопросам интерпретации сочинений Роберта Шумана, Шарля Валантена Алькана, Адольфа фон Гензельта, Фридерика Шопена, Карла Марии фон Вебера и Ференца Листа. Автор предисловия к изданию «Двенадцати этюдов трансцендентного исполнения» Листа (СПб.: Композитор, 2006). Автор более ста музыкально-критических статей в российской периодике, в 1990-х — автор газет «Вечерний Петербург», «КоммерсантЪ». Как пианистка выступает в дуэте со своим мужем Константином Учителем; в репертуаре наибольший интерес представляют сочинения малоизвестных авторов XIX века (Шарль Валантен Алькан, Габриэль Форе, Адольф фон Гензельт), XX века (Михаил Мильнер, Юлий Энгель, Михаил Гнесин) и современных композиторов (Юрий Красавин, Леонид Десятников, Вениамин Смотров).